# Gurvantesz járás
Gurvantesz járás (mongol nyelven: Гурвантэс сум) Mongólia Dél-Góbi tartományának egyik járása. Területe 27 970 km². Népessége 4034 fő (2009), 4617 fő (2020)
Székhelye, Urt (Урт) 320 km-re fekszik Dalandzadgad tartományi székhelytől.